# Rally de Estonia de 2024
El Rally de Estonia de 2024, oficialmente 14. ERC Delfi Rally Estonia, fue la decimocuarta edición y la cuarta cita de la temporada 2024 del Campeonato de Europa de Rally. Se celebró del 5 al 7 de julio y contó con un itinerario de catorce tramos que sumaban un total de 187,79 km cronometrados.
Georg Linnamäe se impuso por solo 2.2 segundos a Robert Virves al ganar el Power Stage. Ambos pilotos llegaron al último día separados por solo un segundo con Virves en cabeza, tras tres etapas en las cuales se repartieron triunfos, Virves logró una renta de 9.3 segundos a la última etapa, en esta especial hizo su aparición la lluvia torrencial y los fuertes vientos, en estas condiciones Linnamäe impuso un ritmo endiablado logrando la victoria de etapa por 11.5 segundos sobre Virves y con esto llevándose la victoria final. Primera victoria para Georg Linnamäe y el Toyota GR Yaris Rally2 en el Campeonato de Europa de Rally, mientras que para Virves se convirtió en su primer podio en la máxima categoría europea. El podio lo completo el búlgaro Nikolái Griazin quien regreso al podio continental tras su victoria conseguida en el Rally Liepāja 2021.
En las categorías inferiores, los pilotos locales también demostraron su superioridad en las difíciles condiciones del rally, en el ERC3 hubo triplete, Romet Jürgenson en su debut en el ERC se llevó la victoria por delante de otro debutante, Patrick Enok, el último escalón del podio lo ocupó Joosep Ralf Nõgene. En el ERC4 y en ERC Junior, el joven local Jaspar Vaher logró su primera victoria en la categoría por delante de los suecos Calle Carlberg y Mille Johansson, segundo y primero de la clasificación respectivamente.

## Lista de inscritos
| Num.                     | Piloto               | Copiloto               | Automóvil              | Equipo                           |
| ------------------------ | -------------------- | ---------------------- | ---------------------- | -------------------------------- |
| 1                        | Hayden Paddon        | John Kennard           | Hyundai i20 N Rally2   | BRC Racing Team                  |
| 2                        | Mathieu Franceschi   | Andy Malfoy            | Škoda Fabia RS Rally2  | Mathieu Franceschi               |
| 3                        | Simone Tempestini    | Sergiu Itu             | Škoda Fabia RS Rally2  | Simone Tempestini                |
| 4                        | Mads Østberg         | Patrik Barth           | Citroën C3 Rally2      | TRT Rally Team                   |
| 5                        | Mikko Heikkilä       | Kristian Temonen       | Toyota GR Yaris Rally2 | Mikko Heikkilä                   |
| 6                        | Mikołaj Marczyk      | Szymon Gospodarczyk    | Škoda Fabia RS Rally2  | Mikołaj Marczyk                  |
| 7                        | Jon Armstrong        | Eoin Treacy            | Ford Fiesta Rally2     | Jon Armstrong                    |
| 8                        | Andrea Mabellini     | Virginia Lenzi         | Škoda Fabia RS Rally2  | Team MRF Tyres                   |
| 9                        | Frank Tore Larsen    | Torstein Eriksen       | Volkswagen Polo GTI R5 | Frank Tore Larsen                |
| 10                       | Mārtiņš Sesks        | Renārs Francis         | Toyota GR Yaris Rally2 | Team MRF Tyres                   |
| 11                       | Giacomo Costenaro    | Pietro Elia Ometto     | Škoda Fabia Rally2 evo | Giacomo Costenaro                |
| 12                       | Georg Linnamäe       | James Morgan           | Toyota GR Yaris Rally2 | RedGrey Team                     |
| 14                       | Nikolay Gryazin      | Andris Mālnieks        | Citroën C3 Rally2      | SC - 911 Team                    |
| 15                       | Robert Virves        | Craig Drew             | Škoda Fabia RS Rally2  | Robert Virves                    |
| 16                       | Teemu Asunmaa        | Ville Mannisenmäki     | Škoda Fabia RS Rally2  | Teemu Asunmaa                    |
| 17                       | Benjamin Korhola     | Sebastian Virtanen     | Hyundai i20 N Rally2   | Benjamin Korhola                 |
| 18                       | Gregor Jeets         | Timo Taniel            | Toyota GR Yaris Rally2 | RedGrey Team                     |
| 19                       | Kaspar Kasari        | Rainis Raidma          | Ford Fiesta Rally2     | OT Racing                        |
| 20                       | Yuki Yamamoto        | Marko Salminen         | Toyota GR Yaris Rally2 | Toyota Gazoo Racing WRT NG       |
| 21                       | Philip Allen         | Dale Furniss           | Škoda Fabia RS Rally2  | Philip Allen                     |
| 22                       | Igor Widłak          | Michał Marczewski      | Ford Fiesta Rally3     | Grupa PGS RT                     |
| 23                       | Kerem Kazaz          | Hugo Magalhães         | Ford Fiesta Rally3     | Atölye Kazaz                     |
| 24                       | Filip Kohn           | Tom Woodburn           | Ford Fiesta Rally3     | Filip Kohn                       |
| 25                       | Martin Ravenščak     | Dora Ravenščak         | Ford Fiesta Rally3     | Martin Ravenščak                 |
| 26                       | Tristan Charpentier  | Alexis Maillefert      | Ford Fiesta Rally3     | Tristan Charpentier              |
| 27                       | Romet Jürgenson      | Siim Oja               | Ford Fiesta Rally3     | Team Estonia Autosport           |
| 28                       | Joosep Ralf Nõgene   | Aleks Lesk             | Renault Clio Rally3    | Lightgrey                        |
| 29                       | Patrick Enok         | Silver Simm            | Ford Fiesta Rally3     | Lightgrey                        |
| 30                       | Mille Johansson      | Johan Grönvall         | Opel Corsa Rally4      | IK Sport Racing                  |
| 31                       | Max McRae            | Cameron Fair           | Peugeot 208 Rally4     | TRT Rally Team                   |
| 32                       | Calle Carlberg       | Jørgen Eriksen         | Opel Corsa Rally4      | ADAC Opel Rallye Junior Team     |
| 33                       | Daniel Polášek       | Zdeněk Omelka          | Peugeot 208 Rally4     | Daniel Polášek                   |
| 34                       | Aoife Raftery        | Hannah McKillop        | Peugeot 208 Rally4     | Motorsport Ireland Rally Academy |
| 35                       | Timo Schulz          | Michael Wenzel         | Opel Corsa Rally4      | ADAC Opel Rallye Junior Team     |
| 36                       | Karl-Markus Sei      | Martin Leotoots        | Peugeot 208 Rally4     | ALM Motorsport                   |
| 37                       | Patrik Herczig       | Kristóf Varga          | Peugeot 208 Rally4     | HRT Racing Kft.                  |
| 38                       | Jaspar Vaher         | Sander Pruul           | Ford Fiesta Rally4     | M-Sport Poland                   |
| 39                       | Davide Pesavento     | Flavio Zanella         | Peugeot 208 Rally4     | Davide Pesavento                 |
| 40                       | Mattia Zanin         | Elia De Guio           | Peugeot 208 Rally4     | Mattia Zanin                     |
| 41                       | Tuomas Välilä        | Päivi Välilä           | Ford Fiesta Rally4     | Tuomas Välilä                    |
| 43                       | Adam Grahn           | Marcus Sundh           | Ford Fiesta Rally4     | Adam Grahn                       |
| 44                       | Márton Bertalan      | Róbert Paizs           | Peugeot 208 Rally4     | HRT Racing Kft.                  |
| 45                       | Cristiana Oprea      | Denisa-Alexia Parteni  | Opel Corsa Rally4      | Cristiana Oprea                  |
| 46                       | Sergey Uger          | Maria Uger Obolenskaya | Ford Fiesta R5         | Cone Forest Motorsport           |
| 47                       | Esmar-Arnold Unt     | Robin Mark             | Ford Fiesta Rally3     | CRC Rally Team                   |
| 48                       | Toomas Triisa        | Laur Merisalu          | Ford Fiesta Rally3     | RedMoto                          |
| 49                       | Kevin Lempu          | Hendrik Kraav          | Ford Fiesta Rally4     | OT Racing                        |
| 50                       | Mantas Bartkuvėnas   | Justas Vičiūnas        | Ford Fiesta Rally4     | Samsonas Motorsport              |
| 51                       | Mark-Egert Tiits     | Jakko Viilo            | Ford Fiesta Rally4     | TRT Motorsport MTÜ               |
| 52                       | Tiit Keldo           | Jaagup Toome           | Ford Fiesta Rally4     | CRC Rally Team                   |
| 53                       | Alessandro Nerobutto | Giulia Zanchetta       | Opel Corsa Rally4      | Alessandro Nerobutto             |
| Fuente: ewrc-results.com |                      |                        |                        |                                  |

## Itinerario
| Día                     | Tramo | Nombre                 | Distancia | Ganador de la etapa | Automóvil              | Tiempo  | Líder de la general |
| ----------------------- | ----- | ---------------------- | --------- | ------------------- | ---------------------- | ------- | ------------------- |
| Día 1 (5 de julio)      | -     | Räbi (Shakedown)       | 4.89 km   | Robert Virves       | Škoda Fabia RS Rally2  | 1:55.7  | -                   |
| Día 1 (5 de julio)      | SS1   | Tartu vald 1           | 1.49 km   | Hayden Paddon       | Hyundai i20 N Rally2   | 1:31.1  | Hayden Paddon       |
| Día 2 (6 de julio)      | SS2   | Raanitsa 1             | 21.45 km  | Georg Linnamäe      | Toyota GR Yaris Rally2 | 10:48.6 | Georg Linnamäe      |
| Día 2 (6 de julio)      | SS3   | Karaski 1              | 11.97 km  | Hayden Paddon       | Hyundai i20 N Rally2   | 6:24.2  | Georg Linnamäe      |
| Día 2 (6 de julio)      | SS4   | Raanitsa 2             | 21.45 km  | Robert Virves       | Škoda Fabia RS Rally2  | 10:46.3 | Georg Linnamäe      |
| Día 2 (6 de julio)      | SS5   | Karaski 2              | 11.97 km  | Robert Virves       | Škoda Fabia RS Rally2  | 6:14.9  | Robert Virves       |
| Día 2 (6 de julio)      | SS6   | Kanepi 1               | 10.04 km  | Mikko Heikkilä      | Toyota GR Yaris Rally2 | 5:19.7  | Georg Linnamäe      |
| Día 2 (6 de julio)      | SS7   | Mäeküla 1              | 14.68 km  | Georg Linnamäe      | Toyota GR Yaris Rally2 | 7:56.9  | Georg Linnamäe      |
| Día 2 (6 de julio)      | SS8   | Kanepi 2               | 10.04 km  | Georg Linnamäe      | Toyota GR Yaris Rally2 | 5:14.6  | Georg Linnamäe      |
| Día 2 (6 de julio)      | SS9   | Mäeküla 2              | 14.68 km  | Robert Virves       | Škoda Fabia RS Rally2  | 7:49.7  | Robert Virves       |
| Día 2 (6 de julio)      | SS10  | Elva linn              | 1.62 km   | Nikolay Gryazin     | Citroën C3 Rally2      | 1:20.2  | Robert Virves       |
| Día 3 (7 de julio)      | SS11  | Otepää 1               | 12.85 km  | Robert Virves       | Škoda Fabia RS Rally2  | 7:30.3  | Robert Virves       |
| Día 3 (7 de julio)      | SS12  | Kambja 1               | 21.35 km  | Georg Linnamäe      | Toyota GR Yaris Rally2 | 12:29.2 | Robert Virves       |
| Día 3 (7 de julio)      | SS13  | Otepää 2               | 12.85 km  | Robert Virves       | Škoda Fabia RS Rally2  | 7:22.5  | Robert Virves       |
| Día 3 (7 de julio)      | SS14  | Kambja 2 (Power Stage) | 21.35 km  | Georg Linnamäe      | Toyota GR Yaris Rally2 | 13:19.0 | Georg Linnamäe      |
| Fuente:ewrc-results.com |       |                        |           |                     |                        |         |                     |

### Power stage
El power stage fue un tramo de 21,35 km. Se otorgaron puntos adicionales a los cinco más rápidos.
| Pos. | Piloto         | Copiloto     | Tiempo  | Diferencia | Puntos |
| ---- | -------------- | ------------ | ------- | ---------- | ------ |
| 1    | Georg Linnamäe | James Morgan | 13:19.0 | 0.0        | 5      |
| 2    | Robert Virves  | Craig Drew   | 13:30.5 | +11.5      | 4      |
| 3    | Mads Østberg   | Patrik Barth | 13:35.2 | +16.2      | 3      |
| 4    | Jon Armstrong  | Eoin Treacy  | 13:41.4 | +22.4      | 2      |
| 5    | Gregor Jeets   | Timo Taniel  | 13:54.6 | +35.6      | 1      |

## Clasificación final
| Pos.                     | Piloto             | Copiloto            | Automóvil              | Tiempo    | Diferencia | Puntos  |
| General                  | General            | General             | General                | General   | General    | General |
| ------------------------ | ------------------ | ------------------- | ---------------------- | --------- | ---------- | ------- |
| 1.                       | Georg Linnamäe     | James Morgan        | Toyota GR Yaris Rally2 | 1:44:33.1 | 0.0        | 30+5    |
| 2.                       | Robert Virves      | Craig Drew          | Škoda Fabia RS Rally2  | 1:44:35.3 | +2.2       | 24+4    |
| 3.                       | Nikolay Gryazin    | Andris Mālnieks     | Citroën C3 Rally2      | 1:45:44.3 | +1:11.2    | 21      |
| 4.                       | Mads Østberg       | Patrik Barth        | Citroën C3 Rally2      | 1:45:56.3 | +1:23.2    | 19+3    |
| 5.                       | Hayden Paddon      | John Kennard        | Hyundai i20 N Rally2   | 1:46:32.3 | +1:59.2    | 17      |
| 6.                       | Jon Armstrong      | Eoin Treacy         | Ford Fiesta Rally2     | 1:46:53.2 | +2:20.1    | 15+2    |
| 7.                       | Mikołaj Marczyk    | Szymon Gospodarczyk | Škoda Fabia RS Rally2  | 1:46:55.3 | +2:22.2    | 13      |
| 8.                       | Andrea Mabellini   | Virginia Lenzi      | Škoda Fabia RS Rally2  | 1:47:21.3 | +2:48.2    | 11      |
| 9.                       | Gregor Jeets       | Timo Taniel         | Toyota GR Yaris Rally2 | 1:47:26.9 | +2:53.8    | 9+1     |
| 10.                      | Mathieu Franceschi | Andy Malfoy         | Škoda Fabia RS Rally2  | 1:47:34.0 | +3:00.9    | 7       |
| 11.                      | Teemu Asunmaa      | Ville Mannisenmäki  | Škoda Fabia RS Rally2  | 1:47:44.9 | +3:11.8    | 5       |
| 12.                      | Yuki Yamamoto      | Marko Salminen      | Toyota GR Yaris Rally2 | 1:49:03.3 | +4:30.2    | 4       |
| 13.                      | Frank Tore Larsen  | Torstein Eriksen    | Volkswagen Polo GTI R5 | 1:49:14.4 | +4:41.3    | 3       |
| 14.                      | Mārtiņš Sesks      | Renārs Francis      | Toyota GR Yaris Rally2 | 1:49:19.4 | +4:46.3    | 2       |
| 15.                      | Kaspar Kasari      | Rainis Raidma       | Ford Fiesta Rally2     | 1:50:15.3 | +5:42.2    | 1       |
| ERC3                     |                    |                     |                        |           |            |         |
| 1.                       | Romet Jürgenson    | Siim Oja            | Ford Fiesta Rally3     | 1:50:44.8 | 0.0        | 30      |
| 2.                       | Patrick Enok       | Silver Simm         | Ford Fiesta Rally3     | 1:51:02.4 | +17.6      | 24      |
| 3.                       | Joosep Ralf Nõgene | Aleks Lesk          | Renault Clio Rally3    | 1:51:31.8 | +47.0      | 21      |
| 4.                       | Kerem Kazaz        | Hugo Magalhães      | Ford Fiesta Rally3     | 1:55:43.1 | +4:58.3    | 19      |
| 5.                       | Filip Kohn         | Tom Woodburn        | Ford Fiesta Rally3     | 1:56:13.3 | +5:28.5    | 17      |
| 6.                       | Igor Widłak        | Michał Marczewski   | Ford Fiesta Rally3     | 1:57:47.7 | +7:02.9    | 15      |
| 7.                       | Martin Ravenščak   | Dora Ravenščak      | Ford Fiesta Rally3     | 1:59:38.1 | +8:53.3    | 13      |
| ERC4                     |                    |                     |                        |           |            |         |
| 1.                       | Jaspar Vaher       | Sander Pruul        | Ford Fiesta Rally4     | 1:56:40.2 | 0.0        | 30      |
| 2.                       | Calle Carlberg     | Jørgen Eriksen      | Opel Corsa Rally4      | 1:57:26.5 | +46.3      | 24      |
| 3.                       | Mille Johansson    | Johan Grönvall      | Opel Corsa Rally4      | 1:57:32.8 | +52.6      | 21      |
| 4.                       | Karl-Markus Sei    | Martin Leotoots     | Peugeot 208 Rally4     | 1:57:34.2 | +54.0      | 19      |
| 5.                       | Timo Schulz        | Michael Wenzel      | Opel Corsa Rally4      | 1:59:43.3 | +3:03.1    | 17      |
| 6.                       | Patrik Herczig     | Kristóf Varga       | Peugeot 208 Rally4     | 1:59:59.1 | +3:18.9    | 15      |
| 7.                       | Tuomas Välilä      | Päivi Välilä        | Ford Fiesta Rally4     | 2:04:47.9 | +8:07.7    | 13      |
| 8.                       | Daniel Polášek     | Zdeněk Omelka       | Peugeot 208 Rally4     | 2:06:17.3 | +9:37.1    | 11      |
| 9.                       | Aoife Raftery      | Hannah McKillop     | Peugeot 208 Rally4     | 2:07:40.7 | +11:00.5   | 9       |
| 10.                      | Davide Pesavento   | Flavio Zanella      | Peugeot 208 Rally4     | 2:19:41.1 | +23:00.9   | 7       |
| 11.                      | Adam Grahn         | Marcus Sundh        | Ford Fiesta Rally4     | 2:25:40.0 | +28:59.8   | 5       |
| 12.                      | Max McRae          | Cameron Fair        | Peugeot 208 Rally4     | 2:58:27.7 | +1:01:47.5 | 4       |
| ERC Junior               |                    |                     |                        |           |            |         |
| 1.                       | Jaspar Vaher       | Sander Pruul        | Ford Fiesta Rally4     | 1:56:40.2 | 0.0        | 30      |
| 2.                       | Calle Carlberg     | Jørgen Eriksen      | Opel Corsa Rally4      | 1:57:26.5 | +46.3      | 24      |
| 3.                       | Mille Johansson    | Johan Grönvall      | Opel Corsa Rally4      | 1:57:32.8 | +52.6      | 21      |
| 4.                       | Karl-Markus Sei    | Martin Leotoots     | Peugeot 208 Rally4     | 1:57:34.2 | +54.0      | 19      |
| 5.                       | Timo Schulz        | Michael Wenzel      | Opel Corsa Rally4      | 1:59:43.3 | +3:03.1    | 17      |
| 6.                       | Patrik Herczig     | Kristóf Varga       | Peugeot 208 Rally4     | 1:59:59.1 | +3:18.9    | 15      |
| 7.                       | Daniel Polášek     | Zdeněk Omelka       | Peugeot 208 Rally4     | 2:06:17.3 | +9:37.1    | 13      |
| 8.                       | Aoife Raftery      | Hannah McKillop     | Peugeot 208 Rally4     | 2:07:40.7 | +11:00.5   | 11      |
| 9.                       | Davide Pesavento   | Flavio Zanella      | Peugeot 208 Rally4     | 2:19:41.1 | +23:00.9   | 9       |
| 10.                      | Adam Grahn         | Marcus Sundh        | Ford Fiesta Rally4     | 2:25:40.0 | +28:59.8   | 7       |
| 11.                      | Max McRae          | Cameron Fair        | Peugeot 208 Rally4     | 2:58:27.7 | +1:01:47.5 | 5       |
| Fuente: ewrc-results.com |                    |                     |                        |           |            |         |